# Aphis swezeyi
Aphis swezeyi är en insektsart som beskrevs av David Timmins Fullaway 1910. 
Aphis swezeyi ingår i släktet Aphis och familjen långrörsbladlöss. Inga underarter finns listade i Catalogue of Life.